# Armenië op de Olympische Zomerspelen 2016
Armenië nam deel aan de Olympische Zomerspelen 2016 in Rio de Janeiro, Brazilië. De selectie bestond uit 32 atleten, actief in acht verschillende sporten. Niet eerder zond het Armeens olympisch comité zo'n grote delegatie naar de Spelen; ook namen nog nooit zo veel Armeense atletes deel aan de Spelen. Zwemmer Vahan Mkhitaryan droeg de Armeense vlag tijdens de openingsceremonie. Met eenmaal goud en driemaal brons waren het de meest succesvolle Zomerspelen voor Armenië sinds 1996.

## Medailleoverzicht
| Sport         | Olympiër          | Discipline                | Medaille |
| ------------- | ----------------- | ------------------------- | -------- |
| Worstelen     | Artoer Aleksanjan | Grieks-Romeins –98 kg (m) | Goud     |
|               |                   |                           |          |
| Gewichtheffen | Simon Martirosyan | –105 kg (m)               | Zilver   |
| Gewichtheffen | Gor Minasyan      | +105 kg (m)               | Zilver   |
| Worstelen     | Migran Arutyunyan | Grieks-Romeins –66 kg (m) | Zilver   |

## Deelnemers en resultaten
(m) = mannen, (v) = vrouwen 

### Atletiek
| Olympiër          | Discipline             | Resultaat | Prestatie                             |
| ----------------- | ---------------------- | --------- | ------------------------------------- |
| Levon Aghasyan    | hink-stap-springen (m) | 36e       | kwalificatie groep A: 18e met 15,54 m |
|                   |                        |           |                                       |
| Gayane Chiloyan   | 200 m (v)              | 66e       | serie 5: 8e in 25,03                  |
| Diana Khubeseryan | 200 m (v)              | 67e       | serie 4: 7e in 25,16                  |
| Lilit Harutyunyan | 400 m horden (v)       | 48e       | serie 3: 7e in 1.03,13                |
| Amaliya Sharoyan  | verspringen (v)        | 35e       | kwalificatie groep A: 18e in 5,95 m   |

### Boksen
| Olympiër           | Discipline | Resultaat | Prestatie                                                                        |
| ------------------ | ---------- | --------- | -------------------------------------------------------------------------------- |
| Artur Hovhannisyan | –49 kg (m) | 17e       | 1e ronde: V van ESP Carmona: 0-3                                                 |
| Narek Abgaryan     | –52 kg (m) | 9e        | 1e ronde: W van UGA Serugo: 2-1 2e ronde: V van CHN Jianguan: 0-3                |
| Aram Avagyan       | –56 kg (m) | 9e        | 1e ronde: W van JPN Morisaka: 2-1 2e ronde: V van IRL Conlan: 0-3                |
| Hovhannes Bachkov  | –64 kg (m) | 9e        | 1e ronde: W van VEN Arcon: 2-1 2e ronde: V van CHN Qianxun: 1-2                  |
| Vladimir Margaryan | –69 kg (m) | 9e        | 1e ronde: W van FIJ Hill: 3-0 2e ronde: V van CUB Iglesias: technische knock-out |

### Gewichtheffen
| Olympiër            | Discipline  | Resultaat | Prestatie                                                    |
| ------------------- | ----------- | --------- | ------------------------------------------------------------ |
| Andranik Karapetyan | –77 kg (m)  | DNF       | trekken: 2e met 174 kg stoten: DNF totaal: 174 kg            |
| Arakel Mirzoyan     | –85 kg (m)  | DNF       | trekken: 10e met 158 kg stoten: DNF totaal: 158 kg           |
| Simon Martirosyan   | –105 kg (m) | Zilver    | trekken: 4e met 190 kg stoten: 2e met 227 kg totaal: 417 kg  |
| Ruben Aleksanyan    | +105 kg (m) | 4e        | trekken: 4e met 195 kg stoten: 2e met 245 kg totaal: 440 kg  |
| Gor Minasyan        | +105 kg (m) | Zilver    | trekken: 2e met 210 kg stoten: 4e met 241kg totaal: 451 kg   |
|                     |             |           |                                                              |
| Nazik Avdalyan      | –69 kg (v)  | 5e        | trekken: 5e met 107 kg stoten: 5e met 135 kg totaal: 242 kg  |
| Sona Poghosyan      | –75 kg (v)  | 10e       | trekken: 11e met 97 kg stoten: 10e met 126 kg totaal: 223 kg |

### Gymnastiek
| Olympiër           | Discipline               | Resultaat | Prestatie                                                       |
| ------------------ | ------------------------ | --------- | --------------------------------------------------------------- |
| Artur Davtyan      | rekstok (m)              | 11e       | kwalificatie: 14,566 punten                                     |
| Harutyun Merdinyan | paard voltige (m)        | 7e        | kwalificatie: 4e met 15,583 punten finale: 7e met 14,933 punten |
|                    |                          |           |                                                                 |
| Houry Gebeshian    | meerkamp individueel (v) | 38e       | kwalificatie: 53,848 punten                                     |

### Judo
| Olympiër          | Discipline | Resultaat | Prestatie                                                                              |
| ----------------- | ---------- | --------- | -------------------------------------------------------------------------------------- |
| Hovhannes Davtyan | –60 kg (m) | 9e        | 1e ronde: vrij 2e ronde: W van AUT Paischer: ippon 3e ronde: V van RUS Moedranov: yuko |

### Schietsport
| Olympiër        | Discipline           | Resultaat | Prestatie                                                      |
| --------------- | -------------------- | --------- | -------------------------------------------------------------- |
| Hrachik Babayan | 10 m luchtgeweer (m) | 24e       | kwalificatie: 621,5 punten (103,7-102,1-104-105,5-104,3-101,9) |

### Worstelen
| Olympiër            | Discipline                | Resultaat   | Prestatie |
| Vrije stijl         | Vrije stijl               | Vrije stijl | Vrije stijl |
| ------------------- | ------------------------- | ----------- | --- |
| Garnik Mnatsakanyan | –57 kg (m)                | 20e         | kwalificatie: vrij 1e ronde: V van IRI Rahimi: 0-4 |
| David Safaryan      | –65 kg (m)                | 18e         | kwalificatie: vrij 1e ronde: V van ITA Chamizo: 1-3 |
| Georgy Ketoyev      | –97 kg vrije stijl (m)    | 14e         | kwalificatie: vrij 1e ronde: V van GEO Odikadze: 1-3 |
| Georgy Ketoyev      | –125 kg vrije stijl (m)   | 5e          | kwalificatie: vrij 1e ronde: W van CHN Zhiwei: 3-1 kwartfinale: W van HUN Ligeti: 3-1 halve finale: V van TUR Akgül: 1-1 bronzen finale: V van BLR Saidau: 1-3   |
| Grieks-Romeins      |                           |             | |
| Migran Arutyunyan   | –66 kg Grieks-Romeins (m) | Zilver      | kwalificatie: vrij 1e ronde: W van EGY Ahmed Saleh: 4-0 kwartfinale: W van KOR Han-su: 3-1 halve finale: W van AZE Chunayev: 3-2 finale: V van SRB Štefanek: 1-3 |
| Arsen Julfalakyan   | –75 kg Grieks-Romeins (m) | 13e         | kwalificatie: V van BUL Aleksandrov: 1-3 |
| Maksim Manukyan     | –85 kg Grieks-Romeins (m) | 16e         | kwalificatie: V van HUN Lőrincz: 0-3 |
| Artoer Aleksanjan   | –98 kg Grieks-Romeins (m) | Goud        | kwalificatie: vrij 1e ronde: W van ITA Timoncini: 3-1 kwartfinale: W van ROU Alexuc-Ciurariu: 4-0 halve finale: W van TUR İldem: 4-0 finale: W van CUB Lugo: 3-0 |

### Zwemmen
| Olympiër            | Discipline          | Resultaat | Prestatie             |
| ------------------- | ------------------- | --------- | --------------------- |
| Vahan Mkhitaryan VO | 50 m vrije slag (m) | 47e       | serie 6: 7e in 23,50  |
|                     |                     |           |                       |
| Monika Vasilyan     | 50 m vrije slag (v) | DNS       | serie 5: niet gestart |